# Rhyacobates
Rhyacobates (лат.) — род клопов из семейства водомерок.

## Описание
Клопы длиной тела 5,4-12,2 мм, самки заметно крупнее самцов. Верх тела в основном черноватый с серебристым опушением, переднеспинка с желтоватым пятном в середине. Бугорки усиков выраженные, угловатые при осмотре сверху. Первый членик усиков длиннее остальных трех члеников вместе взятых, второй членик короче третьего, четвёртый членик изогнутый, с беловатой бороздкой в вершинной части. Бёдра передних ног тонкие, на вершине без зубца на вентральной поверхности. Бёдра средних ног с черными шипами вдоль базальных трех четвертей вентрального края. Тазики средних ног не удлиненные без шипа на вершине. Лапки средних и задних ног без коготков.

## Биология
Обитают в предгорных и горных ручьях, реках и иногда в прудах. Большинство видов встречается только в проточной, относительно прохладной воде. Питаются живыми насекомыми. Иногда они запрыгивают на камни, выступающие над водой, вскоре после того, как поймают добычу, где могут спокойно ею питаться.

## Классификация
Включает 17 видов:
- Rhyacobates abdominalis Andersen & Chen, 1995
- Rhyacobates anderseni Tran & Yang, 2006
- Rhyacobates angustus Tran & Nguyen, 2016
- Rhyacobates bui Leng, Tran & Ye, 2023
- Rhyacobates chinensis Hungerford  &  Matsuda,  1959
- Rhyacobates constrictus Tran  &  Nguyen,  2016
- Rhyacobates edentatus Andersen  &  Chen,  1995
- Rhyacobates elongatus Leng, Tran & Ye, 2023
- Rhyacobates gongvo Tran & Yang, 2006
- Rhyacobates lundbladi (Hungerford, 1957)
- Rhyacobates malaisei Andersen & Chen, 1995
- Rhyacobates recurvus Andersen & Chen, 1995
- Rhyacobates scorpio Andersen & Chen, 1995
- Rhyacobates svenhedini (Lundblad, 1934)
- Rhyacobates takahashii Esaki, 1923
- Rhyacobates turgidus Leng, Tran & Ye, 2023
- Rhyacobates zetteli Tran & Nguyen, 2016

## Распространение
Встречается на юго-востоке Палеарктики (Корея, Китай, юг Дальнего Востока России) и в Ориентальной области.